# Таникадзэ (1941)
Таникадзэ (яп. 谷風 Таникадзэ, Ветер в долине) — японский эсминец типа «Кагэро». Участвовал в нападении на Пёрл-Харбор. В русской военно-исторической литературе распространено название Таникадзе.

## Строительство
Заложен в 1939 году на верфи «Фудзинагата», в городе Осака. Спущен 1 ноября 1940 года, вошёл в строй 25 апреля 1941 года.

## Служба
В ноябре 1941 года Таникадзэ получил приказ двигаться к острову Итуруп и пришёл туда 22 ноября. 26 ноября в гавани на тихоокеанском побережье Итурупа (бухта Хитокаппу, ныне — залив Касатка) произошло рандеву японской авианосной эскадры и кораблей сопровождения для нанесения удара по Пёрл-Харбору. Здесь команды кораблей впервые узнали о цели похода, что привело их в восторг.
После Пёрл-Харбора Таникадзэ участвовал в захвате острова Рабаул, налёте на австралийский порт Дарвин, атаках Явы, в Гавайской и Мидуэйской операциях.
Принимал активное участие в сражении у Соломоновых островов. 24 августа 1942 года, действуя в составе 4-го дивизиона 11-й дивизии эсминцев Передового отряда Ударного авианосного соединения (командующий адмирал — Тюити Нагумо), под командой капитана 2-го ранга Мотои Кацуми, принимал участие в бою у Восточных Соломоновых островов.
26 октября 1942 года, уже в составе 10-й дивизии также в составе Передового отряда участвовал в бою у островов у Санта-Крус. После боя сопровождал в базу на острове Трук повреждённый тяжелый крейсер «Тикума».
После Битвы за Гуадалканал Таникадзэ в ночные часы 4 и 7 февраля 1943 г. участвовал в эвакуации японских контингентов с этого острова.
6 июля 1943 года эсминец принял участие в бою в заливе Кула. Таникадзэ входил в состав группы прикрытия доставки подкреплений на остров Мунда (так называемый «Токийский экспресс»). На этот раз японские корабли (10 эсминцев) были перехвачены американской 1-й оперативной группой 36-го оперативного соединения (Task Group 36.1) под командованием адмирала Уолдена Эйнсуорта. В ходе боя торпедой с «Тиникадзэ» или «Судзукадзэ» был потоплен американский лёгкий крейсер «Хелена». Однако доставка подкреплений была сорвана, к тому же японцы потеряли два эсминца.
9 июня 1944 года «Тиникадзэ» был потоплен южнее Целебеса американской подводной лодкой «Harder» в точке 05°42′ ю. ш. 120°41′ в. д.. 114 члена экипажа погибли, 126 человек, включая командовавшего эсминцем лейтенанта Сунсаку Икеда (池田 周作) были спасены командой эсминца Уракадзэ. Через два дня Сунсаку скончался.